# Theophile Borgerhoff
Theophile Borgerhoff, geboren te Herk Sint-Lambert op 03/03/1871 en overleden te Brussel op 07/09/1932, werd in 1908 aangesteld als eerste diensthoofd van de dienst Gerechtelijke Identificatie van het ministerie van Justitie die op dat ogenblik als proef werd opgestart.  De dienst had voornamelijk tot doel recidivisten te identificeren aan de hand van vingerafdrukken, maar Borgerhoff ontwikkelde al gauw een monodactylaire classificatie om ook met sporen te kunnen zoeken.  Uit zijn artikels en boeken blijkt zijn pragmatische aanpak.  Hij publiceert enkel over de classificatie van vingerafdrukken en – een enkele keer – over de gerechtelijke fotografie.  Opmerkelijk is dat een aantal normen die nu worden gebruikt, meer dan honderd jaar geleden door Borgerhoff werden ingesteld.